# Fridrich III. Holštýnsko-Gottorpský
Fridrich III. Holštýnsko-Gottorpský 22. prosince 1597, Schleswig – 10. srpna 1659, Tönning) byl holštýnsko-gottorpským vévodou.

## Život
Fridrich se narodil jako nejstarší syn vévody Jana Adolfa Holštýnsko-Gottorpského a jeho manželky Augusty Dánské, dcery krále Frederika II. Dánského.
Fridrich měl ambiciózní plány týkající se rozvoje námořního obchodu. Za tímto účelem v roce 1621 založil, po vzoru města Glückstadt založeného v roce 1617 Kristiánem IV. Dánským, přístavní město Friedrichstadt. Dále se pokoušel najít obchodní cestu do Ruska a Persie, která by nevedla kolem Afriky. Z toho důvodu vyslal 6. listopadu 1633 expedici z Hamburku do Moskvy, vedenou obchodním agentem Ottou Brüggemannem, vévodským rádcem Filipem Crusiusem a Adamem Oleariusem jako sekretářem. Ačkoli se jim nepodařilo uzavřít obchodní dohodu s carem Michailem I., ihned po návratu delegace do Gottorpu 6. dubna 1635 zahájil Fridrich přípravu další expedice. V roce 1636 vyslal delegaci do Persie a v roce 1639 poslal šáh Safí I. delegaci zpět s dary pro vévodu.
Fridrichovi připal těžký úkol vést zemi během Třicetileté války. Zkoušel politiku neutrality, což v praxi znamenalo odmítnutí unie s Dánskem a příklon ke Švédsku. V roce 1654 hostil královnu Kristinu Švédskou, která v červnu téhož roku abdikovala. Ta svému nástupci doporučila dvě z vévodových dcer za nevěsty. A tak se král Karel X. Gustav 24. října roku 1654 oženil s Fridrichovou dcerou Hedvikou Eleonorou. Jelikož švédský pokus stát se Velmocí nakonec selhal, vedla Fridrichova pro-švédská politika k oslabení holštýnsko-gottorpské dynastie.
Jako mecenáš umění a kultury byl Fridrich úspěšnější. 3. září 1642 založil společně s knížetem Ludvíkem I. Anhaltsko-Köthenským literární společnost Die Fruchtbringende Gesellschaft. Kromě toho přispěl k vytvoření gottorfského globu. Malíř Jürgen Ovens pracoval více než 30 let pro něj a jeho nástupce Kristiána Albrechta.
Vévoda Fridrich zemřel 10. srpna 1659 v Tönningu ve věku 61 let.

## Manželství a potomci
21. února 1630 se dvaatřicetiletý vévoda v Drážďanech oženil s o třináct let mladší princeznou Marií Alžbětou, dcerou saského kurfiřta Jana Jiřího I. a jeho druhé manželky Magdaleny Sibylly Pruské. Za dvacet devět let manželství se jim narodilo šestnáct dětí:
- 1. Žofie Augusta Holštýnsko-Gottorpská (5. 12. 1630 Schleswig – 12. 12. 1680 Coswig)[1]
⚭ 1649 Jan VI. Anhaltsko-Zerbstský (24. 3. 1621 Zerbst – 4. 7. 1667 tamtéž), kníže anhaltsko-zerbstský od roku 1621 až do své smrti[2]
- 2. Magdalena Sibyla Holštýnsko-Gottorpská (24. 11. 1631 Schleswig – 22. 9. 1719 Güstrow)[3]
⚭ 1654 Gustav Adolf Meklenburský (26. 2. 1633 Güstrow – 6. 10. 1695 tamtéž), vévoda z Meklenburska-Güstrow od roku 1636 až do své smrti[4]
- 3. Johan Adolf (29. 9. 1632 Schleswig – 19. 11. 1633 tamtéž)[5]
- 4. Marie Alžběta Holštýnsko-Gottorpská (6. 6. 1634 Schleswig – 17. 6. 1665 Darmstadt)[6]
⚭ 1650 Ludvík VI. Hesensko-Darmstadtský (25. 1. 1630 Darmstadt – 24. 4. 1678 tamtéž), lankrabě hesensko-darmstadtský od roku 1661 až do své smrti[7]
- 5. Fridrich (17. 7. 1635 Schleswig – 12. 8. 1654 Paříž), svobodný a bezdětný[8]
- 6. Hedvika Eleonora Holštýnsko-Gottorpská (23. 10. 1636 Schleswig – 24. 11. 1715 Stockholm)[9]
⚭ 1654 Karel X. Gustav (8. 11. 1622 Nyköping – 13. 2. 1660 Göteborg), švédský král od roku 1654 až do své smrti[10]
- 7. Adolf August (1. 9. 1637 Schleswig – 20. 11. 1637 tamtéž)[11]
- 8. Johan Jiří (8. 10. 1638 Schleswig – 25. 11. 1655 Sessa Aurunca), svobodný a bezdětný[12]
- 9. Anna Dorotea (13. 2. 1640 Schleswig – 13. 5. 1713 tamtéž)[13]
- 10. Kristián Albrecht Holštýnsko-Gottorpský (13. 2. 1641 Schleswig – 6. 1. 1695 tamtéž), vévoda holštýnsko-gottorpský od roku 1659 až do své smrti[14]
⚭ 1667 Frederika Amálie Dánská (11. 4. 1649 Kodaň – 30. 10. 1704 Kiel)[15]
- 11. Gustav Ulrich (16. 3. 1642 Schleswig – 23. 10. 1642 tamtéž)[16]
- 12. Kristýna Sabina (11. 7. 1643 Schleswig – 20. 3. 1644 tamtéž)[17]
- 13. August Fridrich (6. 5. 1646 Schleswig – 2. 10. 1705 Eutin), kníže-biskup v Lübecku od roku 1655 až do své smrti[18]
⚭ 1676 Kristýna Sasko-Weissenfelská (25. 8. 1656 Halle – 27. 4. 1698 Eutin)[19]
- 14. Adolf (24. 8. 1647 Schleswig – 27. 12. 1647 tamtéž)[20]
- 15. Alžběta Žofie (24. 8. 1647 Schleswig – 16. 11. 1647 tamtéž)[21]
- 16. Augusta Marie Holštýnsko-Gottorpská (6. 2. 1649 Schleswig – 25. 4. 1728 Karlsruhe)[22]
⚭ 1670 Fridrich VII. Bádensko-Durlašský (23. 9. 1647 Ueckermünde – 25. 6. 1709 Durlach), markrabě bádensko-durlašský od roku 1677 až do své smrti[23]

## Vývod z předků
|                                     |                                 |  |                    |                                     |  |  |  |  |  |  |  | Kristián I. Dánský |
|                                     |                                 |  |                    |                                     |  |  |  |  |  |  |  |                    |
|                                     | Frederik I. Dánský              |  |                    |                                     |  |  |  |  |  |  |  |                    |
|                                     |                                 |  |                    |                                     |  |  |  |  |  |  |  |                    |
|                                     |                                 |  |                    | Dorotea Braniborská                 |  |  |  |  |  |  |  |                    |
|                                     |                                 |  |                    |                                     |  |  |  |  |  |  |  |                    |
|                                     | Adolf Holštýnsko-Gottorpský     |  |                    |                                     |  |  |  |  |  |  |  |                    |
|                                     |                                 |  |                    |                                     |  |  |  |  |  |  |  |                    |
|                                     |                                 |  |                    | Bogislav X. Pomořanský              |  |  |  |  |  |  |  |                    |
|                                     |                                 |  |                    |                                     |  |  |  |  |  |  |  |                    |
|                                     | Žofie Pomořanská                |  |                    |                                     |  |  |  |  |  |  |  |                    |
|                                     |                                 |  |                    |                                     |  |  |  |  |  |  |  |                    |
|                                     |                                 |  |                    | Anna Jagellonská                    |  |  |  |  |  |  |  |                    |
|                                     |                                 |  |                    |                                     |  |  |  |  |  |  |  |                    |
|                                     | Jan Adolf Holštýnsko-Gottorpský |  |                    |                                     |  |  |  |  |  |  |  |                    |
|                                     |                                 |  |                    |                                     |  |  |  |  |  |  |  |                    |
|                                     |                                 |  |                    | Vilém II. Hesenský                  |  |  |  |  |  |  |  |                    |
|                                     |                                 |  |                    |                                     |  |  |  |  |  |  |  |                    |
|                                     | Filip I. Hesenský               |  |                    |                                     |  |  |  |  |  |  |  |                    |
|                                     |                                 |  |                    |                                     |  |  |  |  |  |  |  |                    |
|                                     |                                 |  |                    | Anna Meklenbursko-Zvěřínská         |  |  |  |  |  |  |  |                    |
|                                     |                                 |  |                    |                                     |  |  |  |  |  |  |  |                    |
|                                     | Kristýna Hesenská               |  |                    |                                     |  |  |  |  |  |  |  |                    |
|                                     |                                 |  |                    |                                     |  |  |  |  |  |  |  |                    |
|                                     |                                 |  |                    | Jiří Saský                          |  |  |  |  |  |  |  |                    |
|                                     |                                 |  |                    |                                     |  |  |  |  |  |  |  |                    |
|                                     | Kristýna Saská                  |  |                    |                                     |  |  |  |  |  |  |  |                    |
|                                     |                                 |  |                    |                                     |  |  |  |  |  |  |  |                    |
|                                     |                                 |  |                    | Barbora Jagellonská                 |  |  |  |  |  |  |  |                    |
|                                     |                                 |  |                    |                                     |  |  |  |  |  |  |  |                    |
| Fridrich III. Holštýnsko-Gottorpský |                                 |  |                    |                                     |  |  |  |  |  |  |  |                    |
|                                     |                                 |  |                    |                                     |  |  |  |  |  |  |  |                    |
|                                     |                                 |  | Frederik I. Dánský |                                     |  |  |  |  |  |  |  |                    |
|                                     |                                 |  |                    |                                     |  |  |  |  |  |  |  |                    |
|                                     | Kristián III. Dánský            |  |                    |                                     |  |  |  |  |  |  |  |                    |
|                                     |                                 |  |                    |                                     |  |  |  |  |  |  |  |                    |
|                                     |                                 |  |                    | Anna Braniborská                    |  |  |  |  |  |  |  |                    |
|                                     |                                 |  |                    |                                     |  |  |  |  |  |  |  |                    |
|                                     | Frederik II. Dánský             |  |                    |                                     |  |  |  |  |  |  |  |                    |
|                                     |                                 |  |                    |                                     |  |  |  |  |  |  |  |                    |
|                                     |                                 |  |                    | Magnus I. Sasko-Lauenburský         |  |  |  |  |  |  |  |                    |
|                                     |                                 |  |                    |                                     |  |  |  |  |  |  |  |                    |
|                                     | Dorotea Sasko-Lauenburská       |  |                    |                                     |  |  |  |  |  |  |  |                    |
|                                     |                                 |  |                    |                                     |  |  |  |  |  |  |  |                    |
|                                     |                                 |  |                    | Kateřina Brunšvicko-Wolfenbüttelská |  |  |  |  |  |  |  |                    |
|                                     |                                 |  |                    |                                     |  |  |  |  |  |  |  |                    |
|                                     | Augusta Dánská                  |  |                    |                                     |  |  |  |  |  |  |  |                    |
|                                     |                                 |  |                    |                                     |  |  |  |  |  |  |  |                    |
|                                     |                                 |  |                    | Albrecht VII. Meklenburský          |  |  |  |  |  |  |  |                    |
|                                     |                                 |  |                    |                                     |  |  |  |  |  |  |  |                    |
|                                     | Oldřich III. Meklenburský       |  |                    |                                     |  |  |  |  |  |  |  |                    |
|                                     |                                 |  |                    |                                     |  |  |  |  |  |  |  |                    |
|                                     |                                 |  |                    | Anna Braniborská                    |  |  |  |  |  |  |  |                    |
|                                     |                                 |  |                    |                                     |  |  |  |  |  |  |  |                    |
|                                     | Žofie Meklenburská              |  |                    |                                     |  |  |  |  |  |  |  |                    |
|                                     |                                 |  |                    |                                     |  |  |  |  |  |  |  |                    |
|                                     |                                 |  |                    | Frederik I. Dánský                  |  |  |  |  |  |  |  |                    |
|                                     |                                 |  |                    |                                     |  |  |  |  |  |  |  |                    |
|                                     | Alžběta Dánská                  |  |                    |                                     |  |  |  |  |  |  |  |                    |
|                                     |                                 |  |                    |                                     |  |  |  |  |  |  |  |                    |
|                                     |                                 |  |                    | Žofie Pomořanská                    |  |  |  |  |  |  |  |                    |
|                                     |                                 |  |                    |                                     |  |  |  |  |  |  |  |                    |